# 34822 Dhruvikparikh
34822 Dhruvikparikh este o planetă minoră (asteroid) din centura de asteroizi. A fost descoperită pe 16 septembrie 2001 la Experimental Test Site⁠(d) de Lincoln Near-Earth Asteroid Research. 
Obiectul prezintă o orbită caracterizată de o semiaxă mare de 2,6021074 UAi, o excentricitate de 0,16, o înclinație de 3,13287 ° în raport cu ecliptica.